# رون ديكر
رون ديكر (بالإنجليزية: Ron Dekker)‏ (و. 1966 – م) هو سباح، من مملكة هولندا، شارك في ألعاب أولمبية صيفية 1988.

## روابط خارجية
- رون ديكر على موقع الاتحاد الدولي للسباحة (الإنجليزية)
- رون ديكر على موقع اللجنة الأولمبية الدولية (الإنجليزية)
- رون ديكر على موقع أوليمبيديا (الإنجليزية)